# Nimbus Sans L
Die Nimbus Sans L ist eine Schriftart aus der Gruppe der serifenlosen Linear-Antiqua.
Die Schrift wurde bei URW Type Foundry entworfen und ähnelt den Schriften Helvetica, Arial und Univers. Eine von Dmitry und Valek Fillipov um kyrillische Zeichen erweiterte Variante wird von Ghostscript als Helvetica-Ersatz verwendet. Die Schriftart TeX Gyre Heros erweitert Nimbus Sans L um zusätzliche Glyphen und Metriken.